# Екорше
Екорше е художествен стил, утвърдил се като един от основните методи за изучаване на анатомията през XVIII в. Toй представлява нарисувана фигура, показваща мускулите на човешкото тяло. Често се използва като упражнение.

## Произход
През ХVІІІ век методът „екорше“ представлява утвърден метод за изучаване на анатомията и пропорциите на човешко тяло. С терминът, буквално означаващ „одрано тяло“, се обозначават учебните модели, представящи тялото без кожна покривка и мастна тъкан. Самият термин се появявва за първи път в Dictionnaire de l’Académie Françoise, Nîmes през 1787 г. Въпреки това обаче, то се счита за стар метод, чийто произход датира о.к. XV век. Самата идея да се направи видима мускулатурата на тялото е изказана за първи път от Леон Батиста Алберти в неговия трактат „De Pictura“ (1435), но я виждаме реализирана от неговия сънародник Леонардо да Винчи. Още един родоначалник на метода „екорше“ е Антонио Полайло, чието желание да опознае структурата на човешкото тяло го подтиква към сецирането на трупове.

## Развитие
Малко по-късно, Леонардо също проявява интерес към дисекцията на човешки тела като метод за изучаване на скелетната и мускулна система. Той е първият, който изобразява обекта на дисекциите от различни гледни точки, за да даде пълна представа за неговата форма и устройство (обикновено в четири различни положения). Освен това, да Винчи е новатор и в друго начинание - свързване на анатомичната достоверност на изображението с художественото му претворяване. За съжаление обаче, неговите анатомични записки не са публикувани. Затова първите анатомични илюстрации получили популярност са теза от трактата на Везалий, издаден през 1543. Те са дело на нидерландския художник Ван Калкар.
Освен това, екоршета във вид на модели от восък са известни още в края на същия XVI век.
Едно от първите скулптурни екоршета принадлежи на Baccio Bandinelli (1488–1560), за когото Джорджо Вазари пише, че се е „посветил“ на изучаването и направата на много анатомични бронзови скулптури.

## Известни представители
Може би най-известното екорше е това на Микеланджело в динамична поза, приписвано на френския скулптор и архитект Pierre Puget (1620–1694).Три века по-късно, същото това екорше служи за модел на бащата на модерното изкуство Пол Сезан, който го рисува и го включва в свой натюрморт. По-късно Анри Матис (1869-1954) прави бронзова реплика на същото това екурше

## Ролята на екуршето в художественото и медицинското образование
През XVII век е популярно и бронзовото екорше на Ludovico Cardi Cigoli (1559–1613), по-известно като „La bella Notomia“. Създадено е около 1600 година и представлява мъжка фигура, по която по-късно са направени и разпространени многобройни копия, който изиграват важна роля при обучението на следващитe поколения художници.
Методът на екорше се ползва в голям успех при обучението в художествените академии и това води до неговото широко разпространяване. Използвани са за онагледяване и в анатомични изделия до 19 в.
През XVII век гипсовите модели екурше са използвани както за образованието на художници, така и на медици. Най-популярните екоршета през това време са двете екоршета на френския скулптор Жан-Антоан Удон (Jean-Antoine Houdon, 1741– 1828), датирани съответно от 1766 и 1790 г. Основната разлика между двете е в положението на едната ръка на фигурката. При първото екорше тя е протегната напред, а при второто е вдигната над главата. По това време във френските салони разгорещено се дебатира въпросът за необходимостта от изучаването на анатомия от страна на хората на изкуството, както и значението и ролята на екоршето за нейното усвояване.